# Bytom Odrzański
Bytom Odrzańskiⓘ (logo após a guerra, Białobrzezie, em alemão: Beuthen an der Oder) é um município no oeste da Polônia. Pertence à voivodia da Lubúsquia, no condado de Nowa Sól. É a sede da comuna urbano-rural de Bytom Odrzański. Localiza-se a 22 km a oeste de Głogów e a 12 km a leste de Nowa Sól.
Estende-se por uma área de 2,3 km², com 4 191 habitantes, segundo o censo de 31 de dezembro de 2021, com uma densidade de 1 822,2 hab./km².
Historicamente, Bytom Odrzański fica na parte norte da Baixa Silésia.
Entre 1975 e 1998, a cidade era administrativamente parte da voivodia de Zielona Góra.

## Localização
A cidade fica na margem esquerda do rio Óder (Médio Óder), sendo altamente poluído nesse trecho, no Vale Proglacial Barycz-Glogów (em sua borda). Aproximadamente 6 km ao sul da cidade estão as colinas de Dalkowskie.

## Toponímia
O nome da localidade é derivado do nome coloquial polonês de residência — byt, definindo um lugar para viver. O linguista alemão Heinrich Adamy, em seu trabalho sobre nomes de lugares na Silésia, publicado em 1888 na Breslávia, menciona Bytom e Butum como os primeiros nomes de lugares registrados em um documento de 1109, dando seu significado como “Wohnsitz, Niederlassung”, ou seja, em português “domicílio, assentamento”.
A localidade, em sua forma atual Bytom, no contexto castro de Bytom (em polonês/polaco: gród Bytom), é mencionada por Galo Anônimo em sua Crônica Polonesa, escrita entre 1112 e 1116.
O nome da aldeia na forma latinizada Bitom é repetidamente mencionado no Livro de Henryk, escrito em latim entre 1269 e 1273. No livro em latim Liber fundationis episcopatus Vratislaviensis (em português: Livro dos Emolumentos do Bispado da Breslávia), escrito no governo do bispo Henrique de Wierzbno em 1295–1305, a vila é mencionada na forma latinizada Bythom. Em 1613, o regionalista e historiador da Silésia, Mikołaj Henel de Prudnik mencionou a aldeia em seu trabalho sobre a geografia da Silésia intitulado Silesiographia, dando seus nomes latinos: Beuthena, Bythonia.

## História
Uma fortaleza eslava medieval conhecida por sua defesa contra o exército germano do imperador Henrique V do Sacro Império Romano-Germânico em 1109 (então avançando sobre Głogów) é mencionada em suas crônicas por Galo Anônimo.
| “ | (...) E quando ele quis passar pelo assentamento fortificado de Bytom, considerado impossível de ser conquistado devido às suas fortificações e localização natural entre as águas que o cercavam e os pântanos e brejos que o cercavam, alguns de seus cavaleiros mais famosos correram para o castelo, desejando mostrar sua virtude cavaleiresca na Polônia e testar a força e a coragem dos poloneses. E os habitantes do assentamento, após abrirem os portões, saíram ao encontro deles com espadas desembainhadas, não temendo a multidão de vários exércitos, nem a agressividade dos germanos, nem a presença do próprio imperador, mas resistindo a eles com bravura e coragem. Quando o imperador viu isso, ficou surpreso ao ver que homens sem armadura de proteção lutavam com espadas nuas contra homens com escudo, e homens com escudo contra homens com armadura, correndo ansiosamente para a batalha como se estivessem em um banquete. Então, como se estivesse preocupado com as vidas de seus cavaleiros, o imperador enviou besteiros e arqueiros para lá, de modo que, pelo menos diante de sua ameaça, os habitantes da fortificação cedessem e se retirassem para o castelo. Mas os poloneses prestavam tanta atenção às balas e flechas que voavam de todos os lados quanto à neve ou às gotas de chuva. Foi ali que o imperador se convenceu pela primeira vez da coragem dos poloneses, pois nem todos os seus cavaleiros saíram ilesos da batalha. (...) | ” |
|   | — Galo Anônimo, Livro Três, Capítulo III. |   |

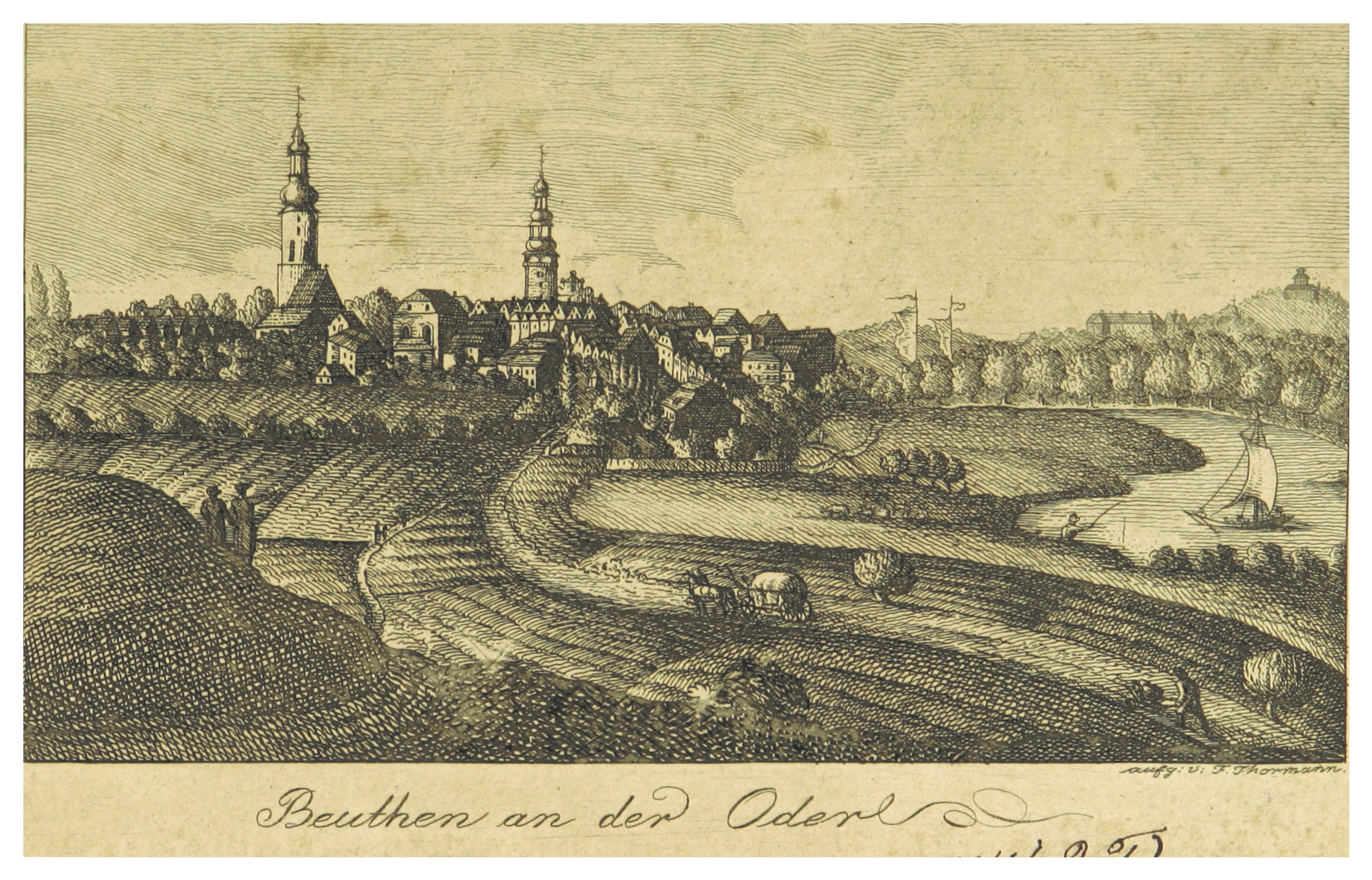
Bytom Odrzański, (1819)

Em 1157, a fortaleza foi incendiada pelas tropas polonesas que se retiravam dos alemães. A cidade recebeu os direitos de cidade em meados do século XIII. Entre 1289 e 1504, Bytom pertenceu aos Piastas da Silésia. A partir de 1331, ficou sob a soberania tcheca.
Em 1469, a cidade passou para as mãos de proprietários particulares. O comprador foi a família cavalheiresca de Glaubitz. Entre 1526 e 1561, a família Rechenberg foi proprietária da cidade. A partir de 1561, a cidade pertenceu à família Schönaich. Sob os Habsburgos, a partir de 1526, houve um crescimento acelerado da cidade — o maior entre 1580 e 1618, sob o domínio de Fabian e George von Schönaich. Entre 1601 e 1628, um ginásio acadêmico calvinista com o direito de conceder diplomas de bacharelado e mestrado — a chamada “Schönaichianum” — funcionou aqui. Por volta de 1615–1618, havia uma gráfica em Bytom, embora poucas de suas publicações tenham sobrevivido.
A partir de 1742, a cidade passou a pertencer à Prússia. No século XIX, ela tinha um sistema de esgoto e abastecimento de água.

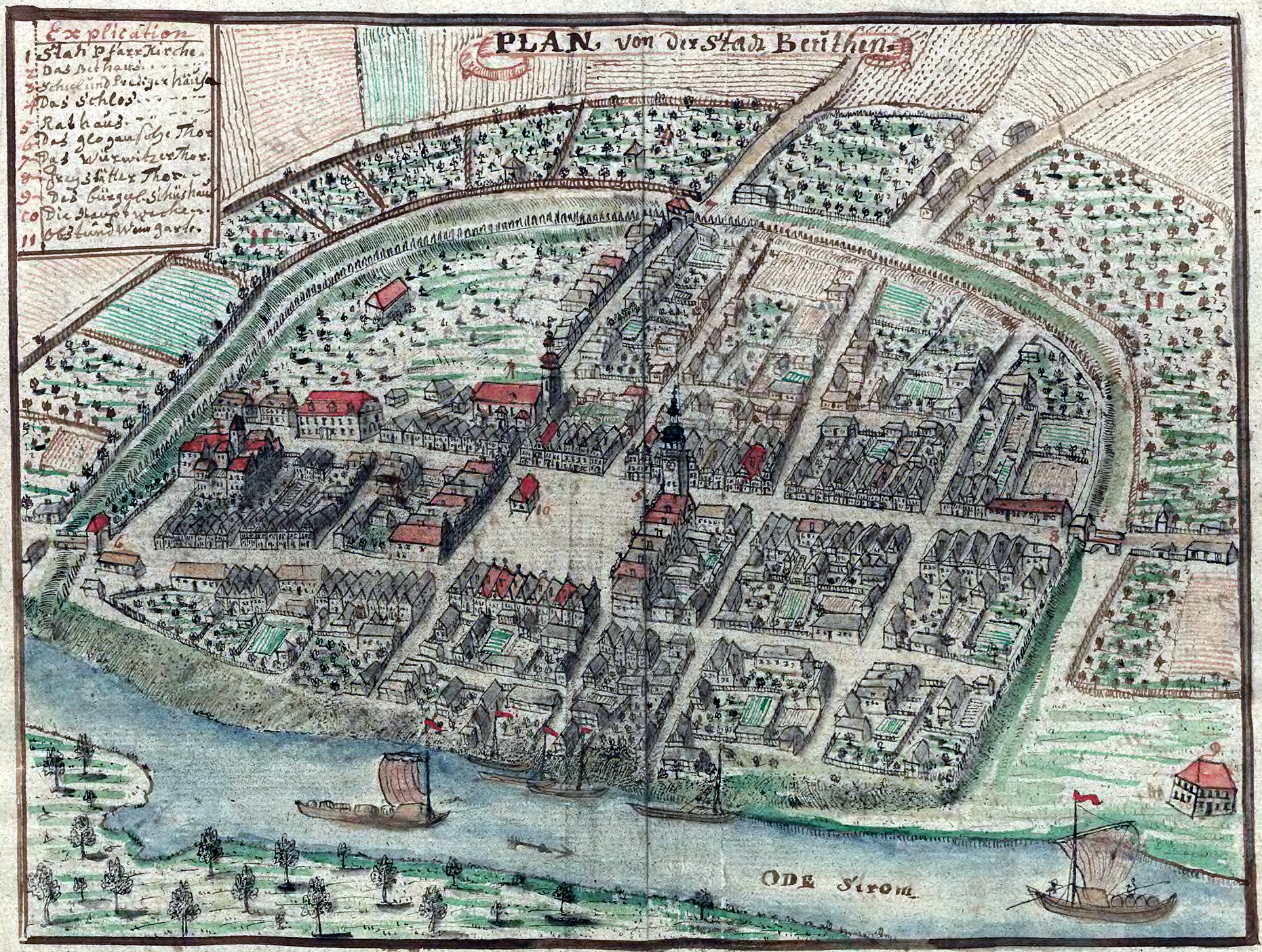
Bytom Odrzański no século XVIII

Em 13 de fevereiro de 1945, a cidade foi ocupada pelas tropas soviéticas. A cidade, severamente danificada, foi logo tomada pela administração polonesa. Os habitantes anteriores foram expulsos para a Alemanha e substituídos por colonos poloneses.
Em 4 de junho de 1988, ocorreu um trágico acidente rodoferroviário em uma passagem de nível perto de Bytom — um caminhão militar Star 66 que transportava treze soldados para trabalhos de recuperação de terras em prados próximos colidiu (por culpa do motorista) com um trem que viajava a 70 km/h. Como resultado da colisão, os galões de gasolina transportados no veículo militar explodiram. Cinco pessoas morreram no local e outras cinco morreram após serem levadas a hospitais.
Atualmente, os residentes obtêm sua renda principalmente da indústria e de serviços. As fundições e minas de cobre de propriedade da KGHM Polska Miedź estão localizadas nas proximidades. Há indústrias metalúrgicas e de móveis na cidade. O Festival de Criatividade Musical dos Cegos e o Flis Odrzański são realizados aqui todos os anos.

## Monumentos históricos

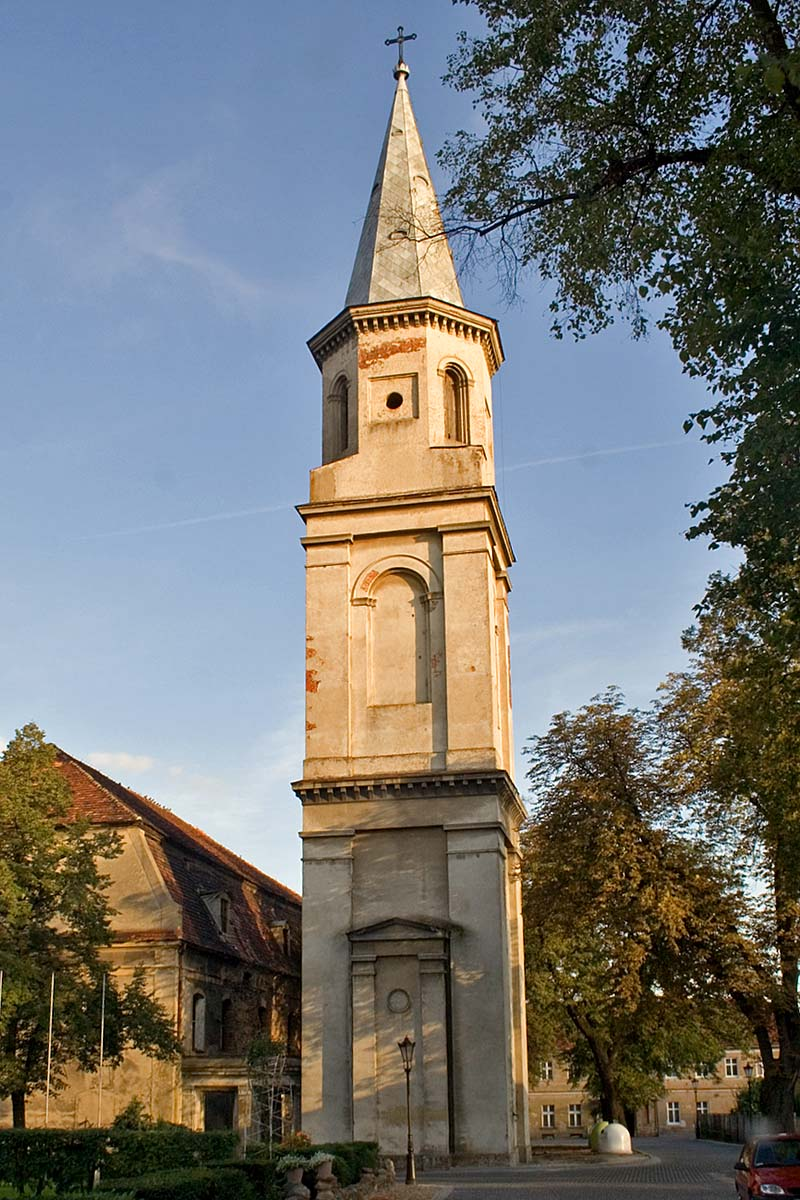
Antiga igreja protestante

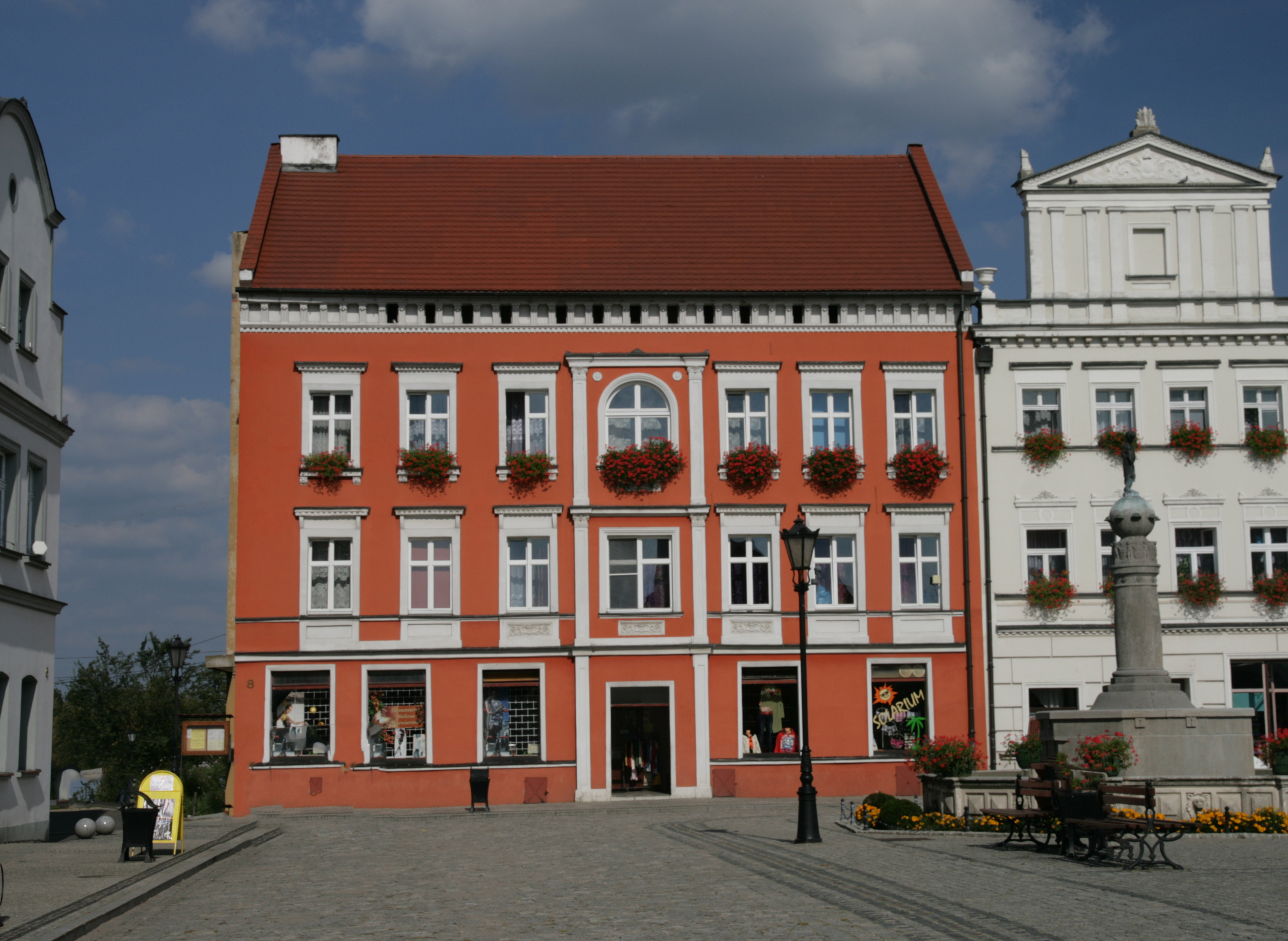
Página principal, sobrado n.º 8

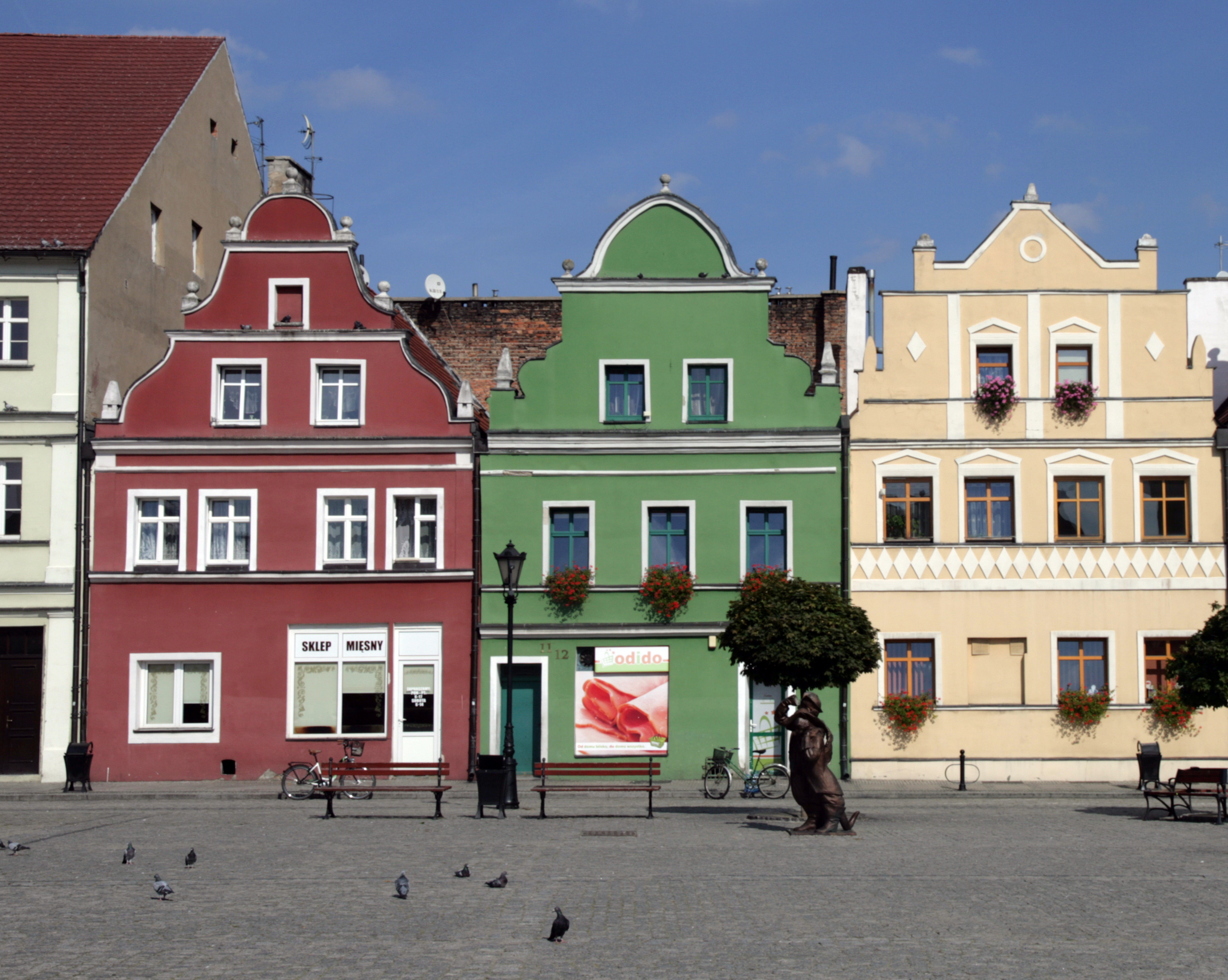
Página principal, sobrados n.º 12 e 13

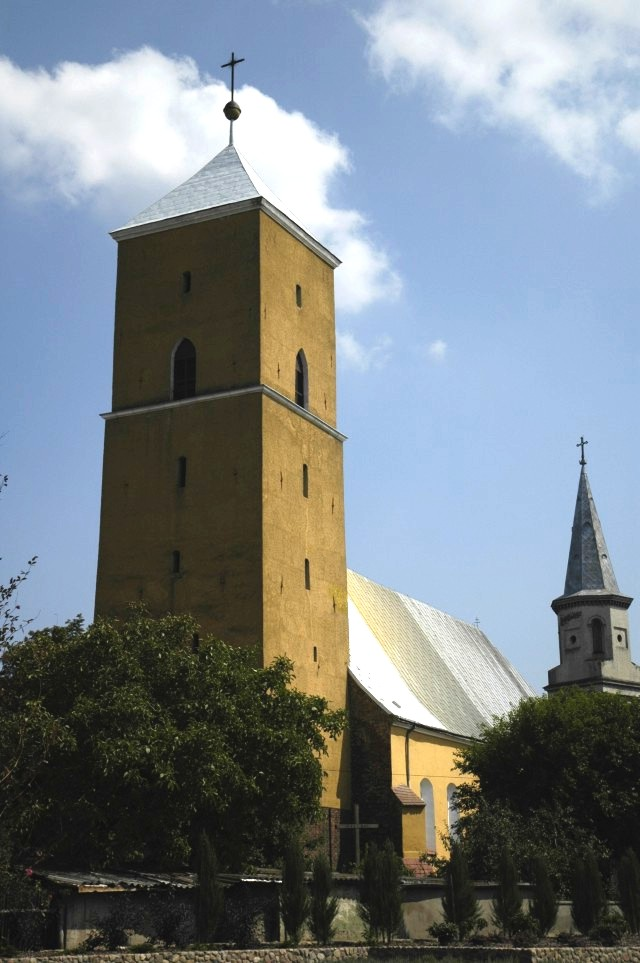
Igreja de São Jerônimo

O registro provincial de monumentos inclui:
- Cidade, de meados do século XIII
- Igreja paroquial de São Jerônimo, gótica dos séculos XIV e XVII, reconstruída no século XVIII
- Igreja evangélica do século XVIII. Construída entre 1741 e 1746 usando as paredes do antigo ginásio protestante Schönach, do final do Renascimento. Em forma de salão, construída em tijolos, com o interior cercado por galerias de madeira de dois andares. Ao lado da igreja há uma torre neogótica acrescentada em 1846. Atualmente está vazia e sem uso. Em 2006, foi comprada pela Fundação Arqueológica de Zielona Góra. A renovação do edifício e a criação de um arquivo arqueológico nele estão programadas para serem concluídas até 2012.
- Corpo de bombeiros, Praça Szpitalny, rua Kopernika, datado de 1764, no século XIX
- Casa paroquial, de meados do século XIX
- Prefeitura, renascentista tardia, do século XVII, foi construída entre 1602 e 1609 na fachada oeste da praça, em dois lotes medievais conectados
- Casa, rua Cmentarna 20, do século XVIII
- Casas, rua Dworcowa, 2, 20, 27, 28, 29, século XVIII, século XIX/XX
- Casas de burgueses, séculos XVIII e XIX, rua Glogowska:
  - Casas, rua Głogowska, 30, 31, 33, 38  do século XVIII
  - Moradias com jardins, rua Głogowska 18, 23, de meados do século XIX, a partir de 1920
- “Casa de Napoleão”, rua Górna, 1, do século XVIII
- Casa, rua Kopernika, 12, de 1869
- Casas, rua Kościelna, 7, 9, do século XVIII
- Casas, rua Kożuchowska, 13, 26, 27, 28, 29/30, do século XVII, do século XVIII
- Casas, rua Krzywoustego, 6, 9, 26, do século XVIII
- Alfândega, rua Mostowa, 1, 1935
- Casas, rua Nadbrzeżna, 2, 5, 5a, 8, 9, do século XVIII, século XIX
- Casas, rua Nowe Miasto, 3, 9, 17, 23, 28, século XVIII
- Conjunto arquitetônico restaurado do centro histórico da Cidade Velha — casas renascentistas tardias, barrocas, clássicas e ecléticas ao redor da Praça principal:
  - Casas, Praça principal, 2, 3 - não existem, 4, 5, 6, 8, 9, 9a, 10, 11, 12, 13/14, 18, 19, 20, 21, 22, 23, 24, 25, 26, 27, do século XVII, dos séculos XVIII/XIX.
- Hotel “Pod Złotym Lwem”, Praça principal 15/16, de 1711
- Prédio da fazenda, rua Szeroka, 8, do século XVIII
- Casas, rua Szewska, 4, 8, 15, 19, do século XVIII
- Casas, rua Szpitalna, 6, 7, 10, 12, do século XVIII
- Casas, rua Wąska, 1, 2, 3, 5, 7, do século XVIII
- Casas, rua Widok, 1, 2, do século XVIII
- Mansão, rua Żeromskiego 1, de 1908

Outros monumentos:
- Cinco cruzes de pedra, provavelmente medievais, construídas na torre da igreja de São Jerônimo; a idade das cruzes e sua origem são desconhecidas, uma hipótese que as considera como as chamadas cruzes penitenciais não é apoiada por nenhuma evidência e se baseia apenas na suposição errônea e não autorizada de que todas as cruzes monolíticas de pedra antigas são cruzes penitenciais.
- Fonte com coluna do final do século XIX
- Placa comemorativa barroca com uma inscrição sobre os danos causados durante a passagem dos Lisowczycy em 6 de dezembro de 1620. Localizada na fachada do antigo prédio da farmácia na praça.
- Restos do fosso da cidade.

## Economia
Há 153 pessoas trabalhando por 1.000 habitantes em Bytom Odrzański. Isso é significativamente menor do que o valor para a voivodia da Lubúsquia e significativamente menor do que o valor para a Polônia. O desemprego registrado em Bytom Odrzański foi de 4,0% em 2021. Isso é significativamente menor do que a taxa de desemprego registrada para a voivodia da Lubúsquia e significativamente menor do que a taxa de desemprego registrada para a Polônia na totalidade. Em 2021, o salário médio mensal bruto em Bytom Odrzański era de 5.132,85 PLN, correspondendo a 85,50% do salário médio mensal bruto na Polônia.
Entre os residentes economicamente ativos de Bytom Odrzański, 406 pessoas vão trabalhar em outras cidades e 55 trabalhadores vêm trabalhar de fora do município — portanto, o saldo de chegadas e partidas para trabalhar é de -351.
13,9% dos residentes economicamente ativos de Bytom Odrzański trabalham no setor agrícola (agricultura, silvicultura, caça e pesca), 43,7% na indústria e construção, 12,6% no setor de serviços (comércio, reparação de veículos, transporte, hospedagem e alimentação, informação e comunicação) e 1,7% trabalham no setor financeiro (atividades financeiras e de seguros, serviços imobiliários).

## Educação
Novecentos e cinquenta e seis habitantes de Bytom Odrzański estão na idade de educação potencial (3-24 anos). Segundo o Censo Nacional de 2011, 11,8% da população têm diploma universitário, 2,7% têm educação pós-secundária, 10,7% têm educação secundária geral e 20,2% têm educação profissional secundária.
A educação profissional básica é alcançada por 26,7% da população de Bytom Odrzański, a educação secundária inferior por 5,5% e a educação primária por 20,5%. 2,0% dos residentes abandonaram os estudos antes de concluir o ensino fundamental. Em comparação com a voivodia da Lubúsquia na totalidade, os habitantes de Bytom Odrzański têm um nível de educação um pouco mais baixo. Em 2021, havia 1 jardim de infância em Bytom Odrzański, com 154 crianças (72 meninas e 82 meninos) frequentando 7 salas de aula. Havia 0 vagas disponíveis. Em comparação, em 2008 havia 1 jardim de infância em Bytom Odrzański, com 150 crianças (78 meninas e 72 meninos) frequentando 6 salas. Havia 145 vagas disponíveis.
14,7% da população de Bytom Odrzański na idade de educação potencial (3-24 anos) se enquadram na faixa de 3-6 anos — educação pré-escolar (14,9% entre as meninas e 14,6% entre os meninos). Para cada 1.000 crianças em idade pré-escolar, 1.068 frequentam estabelecimentos de educação pré-escolar. Havia 0,71 crianças em idade pré-escolar por vaga em um estabelecimento de educação pré-escolar em 2018.
Há uma escola primária com 485 alunos (220 do sexo feminino e 265 do sexo masculino) em 25 salas. Em comparação, em 2008, Bytom Odrzański tinha 1 escola primária com 359 alunos (176 do sexo feminino e 183 do sexo masculino) em 15 salas. Na faixa etária de 3 a 24 anos, 30,1% da população tem educação ao nível primário (7 a 12 anos) (28,4% entre as meninas e 31,7% entre os meninos). Há 19,4 alunos por sala nas escolas primárias.
Na faixa etária de 3 a 24 anos, 17,8% da população tem ensino médio completo (16 a 18 anos) (18,6% entre as meninas e 17,0% entre os meninos).
Na faixa etária correspondente à educação terciária (19–24 anos), 21,2% dos residentes de Bytom Odrzański estão na idade de educação potencial (24,1% entre as mulheres e 18,6% entre os homens).

## Associações religiosas
As seguintes associações religiosas realizam atividades pastorais na cidade::

### Igreja Católica Romana
- Igreja paroquial de São Jerônimo[14]

### Igreja Pentecostal
- Igreja Pentecostal “Espírito Santo”[15]

## Transportes
- Porto fluvial

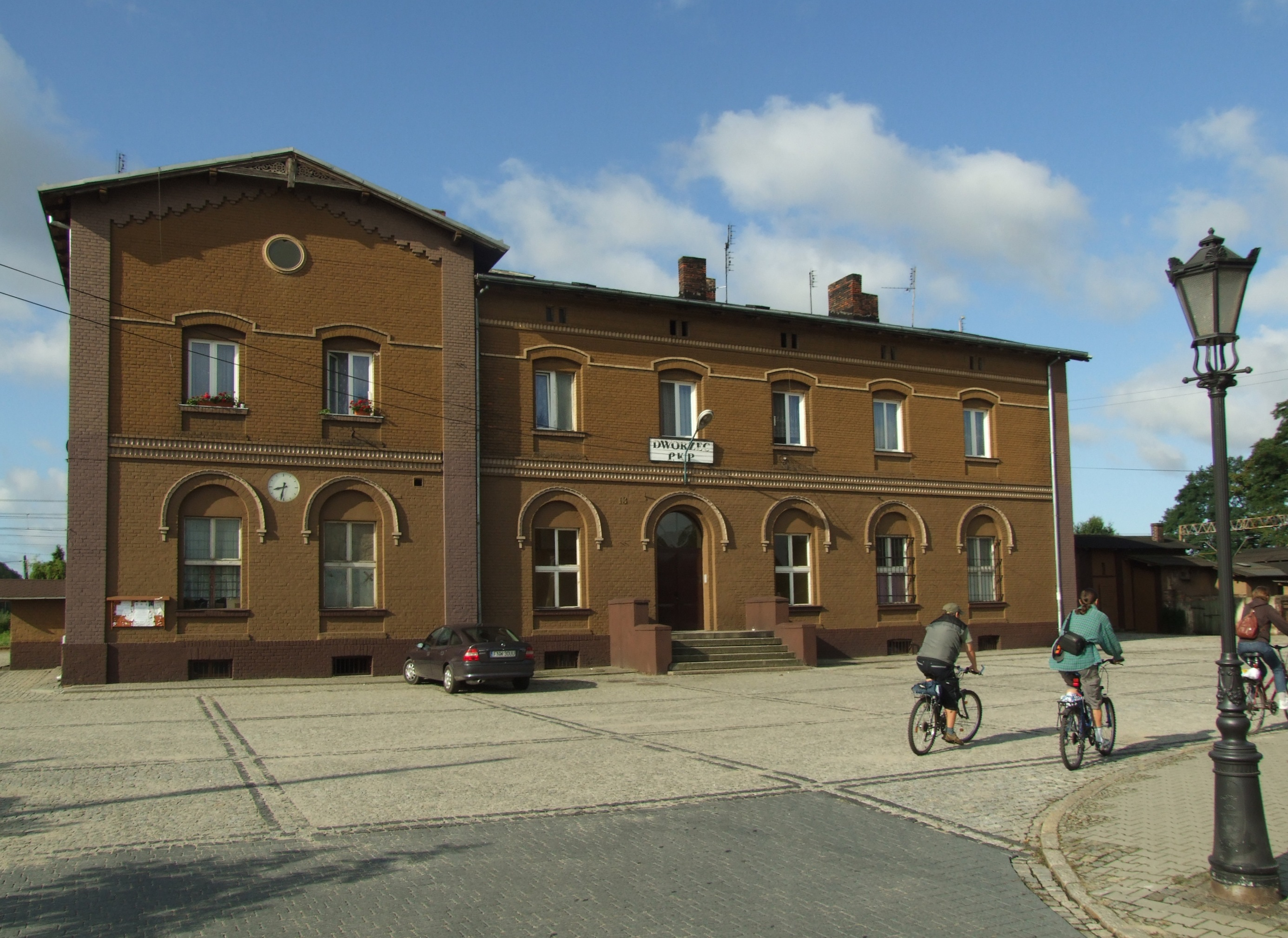
Estação ferroviária em Bytom Odrzański

- Linha de trem n.º 273 Breslávia Główny — Szczecin Główny (foi trazida para Bytom já em 1871 e está em operação desde então como a chamada Linha Principal de Óder). A cidade tem conexão direta com, entre outras, Przemyśl, Cracóvia, Breslávia e Rzepin.
- As estradas da voivodia se cruzam na cidade:
  -  Estrada provincial n.º 292: Nowa Sól — Bytom Odrzański — Głogów
  -  Estrada provincial n.º 293: Bytom Odrzański — Nowe Miasteczko
  -  Estrada provincial n.º 326: Bytom Odrzański — Siedlisko[16] está intransitável — a possibilidade de transporte de barco para a margem oriental do rio Óder para pedestres e ciclistas existiu até 2018.[17]
- As pontes mais próximas sobre o Óder estão localizadas em Nowa Sól e Głogów.[18]

## Demografia
Conforme os dados do Escritório Central de Estatística da Polônia (GUS) de 31 de dezembro de 2022, Bytom Odrzański é uma cidade muito pequena com uma população de 3 983 habitantes (27.º lugar na voivodia da Lubúsquia e 644.º na Polônia), tem uma área de 2,30 km² (42.º, penúltimo lugar na voivodia da Lubúsquia e 938.º lugar na Polônia) e uma densidade populacional de 1 731,74 hab./km² (3.º lugar na voivodia da Lubúsquia e 95.º lugar na Polônia). Nos anos 2002–2021, o número de habitantes diminuiu 3,9%.
Os habitantes de Bytom Odrzański constituem cerca de 4,68% da população do condado de Nowa Sól, constituindo 0,41% da população da voivodia da Lubúsquia.
| Descrição                         | Total      | Total    | Mulheres   | Mulheres | Homens     | Homens   |
| --------------------------------- | ---------- | -------- | ---------- | -------- | ---------- | -------- |
| unidade                           | habitantes | %        | habitantes | %        | habitantes | %        |
| população                         | 3 983      | 100      | 2 036      | 51,1     | 1 947      | 48,9     |
| superfície                        | 2,30 km²   | 2,30 km² | 2,30 km²   | 2,30 km² | 2,30 km²   | 2,30 km² |
| densidade populacional (hab./km²) | 1 731,74   | 1 731,74 | 884,92     | 884,92   | 846,82     | 846,82   |

## Esportes
Desde 1947, existe um clube de futebol em Bytom Odrzański chamado Clube Esportivo Municipal “Odra” Bytom Odrzański, que joga no grupo III da 3.ª divisão. O time joga suas partidas em casa no Estádio Municipal de Bytom Odrzański. Em julho de 2022, o clube anunciou a conquista de um novo patrocinador e a mudança de nome para “ODRA Skrzynie ZAJĄC Bytom Odrzański”. Graças a ex-jogadores experientes de esportes de combate, essas modalidades também são populares na cidade.